# رون روتليدج
رون روتليدج (بالإنجليزية: Ron Routledge)‏ هو لاعب كرة قدم بريطاني في مركز حراسة المرمى، ولد في 14 أكتوبر 1937 في أشينغتون ‏ في المملكة المتحدة. لعب مع نادي سندرلاند.